# Alice Favre
Alice Favre (* 3. März 1851 in Eaux-Vives; † 5. Februar 1929 in Genf) war eine Schweizer Philanthropin, Frauenrechtlerin und Aktivistin der Rotkreuzbewegung.

## Leben
Alice Favre war die Tochter des Grundbesitzers und Schriftstellers Edmond Favre (1812–1880) und der Henriette Marie Favre geb. Sarasin und eine Enkelin des Privatgelehrten und Mäzens Guillaume Favre (1770–1851). Ihre Brüder waren Alphonse Favre (1845–1914) und William Favre (1843–1918). Sie wuchs in der grossen schlossähnlichen Familienresidenz von La Grange am Genfersee auf, die ihr Bruder William im Jahr 1918 der Stadt Genf vermachte. Von ihrem Privatleben ist nur wenig bekannt.
Prägend für ihr Leben waren die im Jahr 1864 in der Villa La Grange auf Einladung ihres Vaters Edmond Favre abgehaltene Schlusssitzung der von Henry Dunant geleiteten Konferenz, auf welcher die erste Genfer Konvention unterzeichnet wurde, und die Wahl von Edmond Favre in das Internationale Komitee des Roten Kreuzes. Alice Favre begann sich ebenfalls in der Rotkreuzbewegung zu engagieren und widmete ihr einen grossen Teil ihrer Schaffenskraft. Sie wurde 1899 die Präsidentin der 1889 gegründeten Société des Dames de la Croix-Rouge de Genève und 1914 Präsidentin der Société genevoise de la Croix-Rouge. Im Jahr 1919 erfolgte ihre Wahl in den Rat des Schweizerischen Roten Kreuzes. Alice Favre galt um die Wende zum 20. Jahrhundert als eine führende Persönlichkeit der Welschschweizer Wohltätigkeitsbewegung.
Im Jahr 1904 nahm sie am Rotkreuzkongress in Sankt Petersburg teil, 1912 am Kongress in Washington und 1925 am Genfer Kongress. Im Ersten Weltkrieg organisierte Alice Favre mit der lokalen Rotkreuzorganisation die Aufnahme von Flüchtlingen und die Betreuung kranker und verletzter Soldaten, die von den Kriegsschauplätzen mit Spitalzügen im Bahnhof Cornavin in Genf ankamen. In der Rotkreuzorganisation setzte sie sich unter anderem für eine bessere Stellung der Krankenschwestern, für die Einrichtung einer Krankenpflegeschule in Genf und für den Schutz vor ansteckenden Krankheiten ein.
Alice Favre spielte eine Rolle in den Anfängen der Frauenrechtsbewegung in Genf. Sie erreichte den Beitritt der Société des Dames de la Croix-Rouge de Genève zur nationalen Organisation Alliance nationale des Sociétés féminines suisses.
Die Genfer Quartierstrasse, die auf der Westseite des Parks La Grange verläuft, trug lange Zeit zur Erinnerung an den Donator den Namen Avenue William-Favre. Im Jahr 2021 benannte die Stadt die Strasse im Rahmen der Initiative «100Elles*» in Avenue Alice et William-Favre um, um damit auch William Favres Schwester Alice zu ehren.

## Werke
- Pensées sur la vie. 1924.